# Cypriotisch bloemenblauwtje
Het Cypriotisch bloemenblauwtje (Glaucopsyche paphos) is een vlinder uit de familie Lycaenidae. De wetenschappelijke naam is voor het eerst geldig gepubliceerd in 1920 door Chapman.
De soort komt voor in Europa.
1. ↑  (en) Cypriotisch bloemenblauwtje op de IUCN Red List of Threatened Species.